# Баренблатт, Григорий Исаакович
Григорий Исаакович Баренблатт (10 июля 1927, Москва — 21 июня 2018, Москва) — советский и российский учёный в области механики, доктор физико-математических наук, профессор, иностранный член Лондонского королевского общества и Национальной академии наук США, главный научный сотрудник Института океанологии РАН, профессор Калифорнийского университета в Беркли (1997—2012).

## Биография
В 1950 году окончил механико-математический факультет Московского государственного университета.
Работал в Институте нефти Академии наук СССР (1953—1961), заведующий отделом пластичности Института механики МГУ (1961—1975), принимал участие в создании и был заместителем директора Института проблем механики Академии наук (1965), заведующий теоретическим отделом (1975—1992) и главный научный сотрудник (с 1992) Института океанологии им. П. П. Ширшова РАН, профессор департамента математики Калифорнийского университета в Беркли (с 1997), первый Тэйлоровский профессор гидромеханики Кембриджского университета (1992—1994), заведующий кафедрой.
С 1990 года был также приглашённым профессором в ряде университетов США, Великобритании, Испании, Италии, и Франции.
В 2012 году возвратился в Россию, сотрудник Института океанологии РАН.
Похоронен на Новодевичьем кладбище.

## Научные достижения
Баренблатт — специалист в широкой области проблем механики сплошной среды (механика разрушения, теория фильтрации, механика неклассических деформируемых твёрдых тел, турбулентность, автомодельность, нелинейные волны и промежуточные асимптотики).
Ему принадлежат многочисленные публикации в различных журналах мира, а также ряд монографий, в том числе «Подобие, автомодельность, промежуточная асимптотика: теория и приложения к геофизической гидродинамике» (1978, 2-е изд. 1982.; англ. изд. 1979 и 1996).
Участвовал в издании многих международных научных журналов.
Области научных интересов: гидродинамика; механика деформируемого твёрдого тела; прикладная математика.

## Семья
- Мать — врач-микробиолог и вирусолог Надежда Вениаминовна Каган (1900—1938). Известна разработкой козьей вакцины против клещевого энцефалита. Погибла, заразившись вирусным энцефалитом, когда сыну было 11 лет. Практически одновременно с ней заразилась и погибла лаборантка той же лаборатории Н. Я. Уткина[6].
- Отец — известный московский врач-эндокринолог Исаак Григорьевич Баренблат, соавтор многократно переиздававшегося «Терапевтического справочника» в 2-х томах (1937—1946)[7][8].
- Младший брат по матери — математик Яков Григорьевич Синай[9].
- Дед по материнской линии — математик Вениамин Фёдорович Каган
- Жена — Ираида Николаевна Кочина (1927—2021), дочь известных учёных в области механики академиков Пелагеи Яковлевны Кочиной и Николая Евграфовича Кочина.
  - Дочери — Надежда (род. 1957) и Вера (род. 1963).

## Публикации
- Зельдович Я. Б., Баренблатт Г. И., Либрович В. Б., Maxвиладзе Г. М. Математическая теория горения и взрыва. М.: Наука, 1980. 478 с.
- Баренблатт Г. И. Подобие, автомодельность, промежуточная асимптотика: теория и приложения к геофизической гидродинамике. Л.: Гидрометеоиздат, 1982. 256 с.
- Лисицын А. П., Баренблатт Г. И. Гидродинамика и осадкообразование. М.: Наука, 1983. 232 с.
- Баренблатт Г. И., Ентов В. Н., Рыжик В. М. Движение жидкостей и газов в природных пластах. М.: Недра, 1984. 211 с.
- Barenblatt G. I. Scaling phenomena in fluid mechanics. Cambridge: Cambridge University Press, 1994. 50 p.
- Barenblatt G. I. Scaling. Cambridge: Cambridge University Press, 2003. xvi+171 p.
- Баренблатт Г. И. Автомодельные явления — анализ размерностей и скейлинг / пер. с англ. Долгопрудный: ИД Интеллект, 2009. 216 с. — ISBN 978-5-91559-017-4

Другие публикации Г. Баренблатта представлены в списке.

## Награды
- 1989 — Doctor of Technology Honoris Causa at the Royal Institute of Technology, Stockholm, Sweden
- 1993 — Награда Философского общества Кембриджа
- 1995 — Lagrange Medal, Accademia Nazzionale dei Lincei
- 1995 — Modesto Panetti Prize and Medal
- 1999 — G. I. Taylor Medal, U.S. Society of Engineering Science
- 1999 — J. C. Maxwell Medal and Prize, International Congress for Industrial and Applied Mathematics
- 2005 — Медаль Тимошенко

## Общества и академии
- член Российского национального комитета по теоретической и прикладной механике (1961)
- иностранный почётный член, American Academy of Arts and Sciences (1975)
- Foreign Member, Danish Center of Applied Mathematics & Mechanics (1984)
- иностранный член Polish Society of Theoretical & Applied Mechanics (1988)
- иностранный член Национальной инженерной академии США (1992)[10]
- член Академии Европы (1993)
- Fellow, Gonville and Caius College, Cambridge, 1994 (since 1999, Honorary Fellow)
- иностранный член Национальной академии наук США (1997)[5]
- иностранный член Лондонского королевского общества (2000)
- член других учёных обществ.